# امانوئل سیلوا
امانوئل سیلوا (انگلیسی: Emanuel Silva؛ زادهٔ ۴ دسامبر ۱۹۸۵) قایقران کایاک اهل پرتغال است.
وی در مسابقات کشوری و بین‌المللی در مجموع برندهٔ ۳ مدال طلا، ۳ مدال نقره، ۴ مدال برنز شده‌است.